# 庶妃奇壘氏
庶妃奇壘氏（17世纪—1691年），名德恩（穆麟德轉寫：den:180），察哈爾部人。《欽定皇朝文獻通考》記載她是諤勒濟圖固英寨桑之女， 清太宗皇太極的格格:179，后世文献称庶妃。

## 生平
因其父是察哈尔部寨桑，当代研究者推测德恩是在皇太極征服察哈尔部后，成为他的嫔御。日后，清宫依她的名字称德恩格格:179—180。崇德六年（1641年）十二月初七日丑時，德恩生下皇太极第十四女——和碩恪純長公主。
順治十年（1653年）六月二十六日，順治帝為母亲昭聖皇太后布木布泰而興建的慈寧宮宮院建成，同年閏六月十二日，昭聖皇太后率領懿靖大貴妃和德恩格格等尚在生的皇太極妃嬪移居此處。做为先朝君主遺孀，德恩格格的个人待遇在顺治、康熙年间多次得到提升。宫分升至“人二十对、服二十匹缎”。她虽是格格身份，却与福晋级的嫔御同样分配到内管领:180。
康熙三年（1664年），太皇太后布木布泰传旨，由宫廷配给其八十岁的母亲服用等物:180。康熙十四年（1675年）三月，固倫溫莊長公主馬喀塔之子、太皇太后布木布泰的外孫察哈爾親王布爾尼乘吳三桂叛亂之際，發動兵變，康熙帝命多羅信郡王鄂札為撫遠大將軍率兵討伐布爾尼。同年五月初四日，太監劉忠傳遞太皇太后布木布泰的諭旨，稱太皇太后聽聞慈寧宮庶妃的母親已有九十餘歲，並且同其兄薩麻地尚在察哈爾部居住時，深為憫惻，便告誡軍前不要強行搶奪財物:180。
康熙三十年（1691年）三月十二日夜，患病的德恩格格“痰气上涌”，于十三日寅时逝世。成为最后一位逝世的皇太极后宫主位。康熙帝曾过问她的葬礼事宜:179—181。清昭陵陪葬的贵妃园寝中，共葬有皇太极十一位嫔御。墓主身份多有缺失。嘉庆朝档案称有“格格九位”:183。德恩格格是否在其中，不得而知。